# The Temptations
«The Temptations» (сокращённо «The Temps» или «The Tempts») — американский мужской вокальный коллектив, удостоившийся премии «Грэмми». Одна из самых успешных групп, работавших под лейблом Motown. На сцене выступают уже почти 50 лет в таких музыкальных направлениях как ритм-н-блюз, ду-воп, фанк, диско, соул и музыка для взрослых.
Коллектив был основан в 1960 году в Детройте, штат Мичиган. Первоначально назывался «The Elgins». В составе группы всегда выступали по меньшей мере пять вокалистов-танцоров. «The Temptations» известны своей узнаваемой хореографией, особым звучанием и броскими костюмами. Считается, что «The Temptations» оказали такое же влияние на развитие соул, как «The Beatles» на поп и рок. Группа распродала десятки миллионов копий своих альбомов и является одной из самых успешных групп в музыкальной истории. Авторитет в мире музыки «The Temptations» заслужили ещё в 1960-х годах. Вторые по длительности сотрудничества с лейблом Motown — 40 лет (дольше всех на нём записывался Стиви Уандер). По-прежнему продолжают выступать и с 2007 года записываются под лейблом Universal Records. В современном составе остался лишь один участник из числа «ветеранов» — это основатель коллектива Отис Уиллиамс.
Первоначально состав образовался из участников двух детройтских групп: «The Distants» от которой в состав вошли второй тенор Отис Уиллиамс, первый тенор Элбридж «Эл» Брайант и бас Мэлвин Франклин, а от «The Primes» первый тенор/ фальцет Эдди Кендрикс и второй тенор/баритон Пол Уиллиамс. Состав коллектива с годами менялся. Самыми заметными фигурами были солисты Дэвид Раффин и Дэннис Эдвардс (в дальнейшем сольные исполнители), Ричард Стрит, Дэймон Харрис, Гленн Леонард, Рон Тайсон, Али-Олли Вудсон, Тео Пиплз и Джи-Си-Камерон.
За всю карьеру «The Temptations» выпустили 4 хита «номер один», возглавлявших Billboard Hot 100, и 14 хитов, занявших первые строчки в ритм-н-блюзовых чартах. Их творчество трижды было удостоено премии «Грэмми», и ещё две премии получили продюсеры и авторы песни «Papa Was a Rollin’ Stone», выпущенной в 1972 году. «The Temptations» были первыми на студии Motown, завоевавшими премию «Грэмми». В 1989 году шестеро участников коллектива (Дэннис Эдвардс, Мэлвин Франклин, Эдди Кендрикс, Дэвид Раффин, Отис Уиллиамс и Пол Уиллиамс) были включены в Зал славы рок-н-ролла, а три их ставших классикой песни «My Girl», «Ain’t Too Proud to Beg» и «Papa Was a Rollin’ Stone» были включены в список «500 песен Зала славы рок-н-ролла, оказавших влияние на его развитие».

## История

### The Primes
Друзья детства Эдди Кендрикс, Пол Уиллиамс, Келл Озборн и Уайли Уоллер образовали дуу-воп группу под названием the Cavaliers в своём родном городе Бирмингеме (шт. Алабама) в 1955 году. Группа превратилась в трио после ухода Уоллера в 1957 году. Кендрикс, Уллиамс и Озборн покидают Бирмингем, чтобы профессионально заняться музыкой. Сначала они переезжают в Кливленд (шт. Огайо), а потом оседают в Детройте. Дуу-воп трио The Primes, как они теперь себя именуют, было хорошо известно в Детройте прекрасно отрепетированными выступлениями. Руководитель группы Милтон Дженкинс даже организовал для The Primes женскую группу-близнец the Primettes, в которую вошли Флоренс Баллард, Мэри Уилсон, Дайэн (позднее Дайана) Росс и Бетти Макглоун. Эдди Кендрикс уже был кумиром подростков, а Пол Уиллиамс был известен своим сильным баритоном и взрослыми манерами, несмотря на свой юношеский возраст.

### The Distants
Отис Уиллиамс будучи ребёнком покинул свой родной Тексаркана (шт. Техас) и переехал в Детройт вместе со своей матерью. К 1958 он уже был лидером Otis Williams & the Siberians, дуу-воп группы, в составе которой помимо Уиллиамса были его друг Элбридж «Эл» Брайант, Джеймс «Пи-Ви» Крофорд, Вернард Плэйн и Артур Уолтон. Этот квинтет записал сингл «Pecos Kid/Have Gun Will Travel», на обратной стороне которого была песня «All of My Life». Пластинка вышла под лейблом, принадлежавшим диджею местной радиостанции сенатору Бристолу Брайанту. За границы местного детройтского рынка сингл не вышел. После этого «сибиряки» поменяли своё название на The El Domingoes.
На этот раз произошли серьёзные изменения в составе. Мэлвин Франклин из Монтгомери (шт. Алабама) заменил Артура Уолтона и занял место бас-певца, а кузен Франклина Ричард Стрит из Детройта стал лид-сингером, заменив Вернарда Плэйна. Вскоре группа подписала контракт с «Нозерн Рекордс», руководил которой Джонни Мэ Мэттьюз. Последний переименовал группу в The Distants. Группа записала два сингла под этим лейблом в 1959 году: «Come On» при участии дополнительной группы бэк-вокалистов The Andantes, а в 1960 году вышел сингл «Alright». В период между выходами этих двух релизов Альберт «Муч» Харрелл заменил Пи-Ви Крауфорда. «Come On» оказался весьма успешным хитом в Детройте, и компания Warwick выбрала эту песню для продажи по всей стране. После выхода «Alright», Мэттьюз назначил Отиса Уиллиамса лидером группы, которую теперь переименовали в Otis Williams & the Distants. Хотя голос Отиса был приятным, на роль лидер-вокалиста он не годился, тем не менее, он стал де-факто лидером, сплотив группу под своим началом. Позднее он сохранит эту роль и в The Temptations.

### Коллеги и влияние
На «The Primes» и «The Distants» оказали влияние многие детройтские группы. Самая известная из них это «The Miracles», ведомая Смоуки Робинсоном. «The Miracles» великолепно работали на сцене, и именно к такому же успеху стремились «The Primes» и «The Distants». Среди прочих групп также повлиявших на творчество последних были The Cadillacs, Frankie Lymon & the Teenagers, The Drifters, и The Isley Brothers.
Уже в самом начале своей карьеры участники The Primes и the Distants познакомились с теми, с кем в дальнейшем им предстоит работать в The Temptations и на Моутауне, музыкантами, продюсерами. Мэлвин Франклин, например, был членом звукозаписывающей группы the Voice Masters, в которую также входили Ламон Дозье, Дэвид Раффин и Джэкки Уилсон. Вместе с «The Distants» в записи сингла «Come On» принимали участие Джеймс Джамерсон на бас-гитаре, «The Andantes», в качестве бэк-вокалистов, а также будущий продюсер The Tempts Норман Уитфилд на тамбурине.

### Формирование «The Temptations»
Хотя «Come On» был местным хитом в Детройте, группе The Distants большой финансовой прибыли он не принёс. Второй их сингл был менее успешным. Группа получает предложение от Берри Горди из «Моутаун рекордс» и прекращает контракт с «Нозерн рекордс». В то же самое время из группы уходят Мууч Харрелл и Ричард Стрит, а вместе с ними и права на название группы. Стрит возглавит новый состав The Distants. В начале 1960-х группа будет работать под местным лейблом Thelma.
The Distants были хорошо знакомы с участниками The Primes. Обе группы выступали в одних и тех же шоу и концертах и дружески соперничали друг с другом. Мастерство вокалистов The Primes было более отточенным. К тому же они обладали более сильными голосами. В 1960 году Келл Озборн переезжает в Калифорнию, а Эдди Кендрикс и Пол Уллиамс возвращаются в Алабаму. Группа прекращает своё существование. Во время поездки в Детройт, чтобы навестить родственников, Кендрикс встречается с Отисом Уиллиамсом. Отису в тот момент срочно нужно было найти ещё двух вокалистов для своей группы, которой предстояло прослушивание у Горди. Кендриксу было предложено место лидер-вокалиста, и тот согласился с одним условием — он приведёт с собой также Пола Уиллиамса. Отис Уиллиамс с радостью согласился, и Кендрикс и Пол Уиллиамс возвратились в Детройт, чтобы присоединиться к новой группе.
Группа стала называться The Elgins. В её состав вошли Отис Уиллиамс, Мэлвин Франклин, Элбридж «Эл» Брайант, Эдди Кендрикс и Пол Уиллиамс. Прослушивание на Моутауне состоялось в марте 1961 года. Поскольку Берри Горди уже был знаком с Кендриксом и Полом Уиллиамсом по предыдущей совместной работе как до основания Моутауна так и после, когда Пол и Эдди работали бэк-вокалистами, он согласился подписать контракт группы с одним из дочерних лейблов, «Miracle Records». Однако непосредственно перед подписанием выяснилось, что группа с таким же названием уже существует. Участники группы прямо на ступенях штаб-квартиры Моутаун (Хитсвиль, США) стали придумывать новое. Отис и Пол Уиллиамс, а также работник компании «Miracle Records» Билли Митчел и сонг-райтер Мики Стивенсон решили, что отныне группа будет именоваться «The Temptations». А название «The Elgins» ещё всплывёт на Моутауне позже, когда Берри Горди переименует квартет «The Downbeats» в «The Elgins».
Ещё до того как лейбл «The Miracle» был закрыт и объединён с лейблом Горди (чтобы не было путаницы с вокальной группой «The Miracles») The Temptations выпустили два сингла «Oh Mother of Mine» и «Check Yourself», с мощным лидирующим вокалом Пола Уиллиамса. Ни одному из семи синглов группы выпущенных в период с 1961 по 1963 год не удалось попасть в американские чарты поп-синглов («горячие сотни»). Лишь сингл «(You’re My) Dream Come True» с Эдди Кендриксом в качестве лидер-певца стал 22-м в R&B-чарте в 1962 году и сингл «Paradise», занявший также 22-ю строчку, но уже в чарте Bubbling Under Hot 100 в том же самом году и также с Кендриксом в качестве лидер-вокалиста. Группа получила известность как одна из самых одарённых и многогранных в стране. В то время Пол и Эдди чередовались как солисты. Голос Эдди Кендрикса стал своего рода стандартом для всех первых теноров и певцов, поющих фальцетом. Эл Брайант, Отис Уиллиамс и Фрэнклин иногда пели ведущие партии, но визитной карточкой группы стал дуэт Кендрикса и Уиллиамса.
Многие сонг-райтеры и команды продюсеров пытались написать хиты для The Temptations, в том числе Берри Горди, Мики Стивенсон, Кларенс Пол и Норман Уитфилд. Все они пытались попробовать группу в разных направлениях, и всё для того, чтобы найти идеальное звучание, чтобы группа не только вошла в американские чарты (поп и R&B), но и в «лучшую двадцатку». В песне «Isn’t She Pretty» все пять участников коллектива поют ведущие партии. Песня стала своеобразным предвестником песен записанных в конце 60 -х, в которых участники поочерёдно поют лидирующие партии. В какой-то момент появилась даже идея переименовать группу в «The Pirates» и под этим именем были даже записаны две песни «Mind Over Matter» и «I’ll Love You Till I Die», но успеха это не принесло.
В 1961 году Берри Горди написал для «The Temptations» песню «Do You Love Me» но, не сумев связаться с группой, записал эту песню с другой моутауновской группой «The Contours». Смоки Робинсон, солист, автор песен и продюсер «The Miracles», у которого было наилучшее взаимопонимание с группой, написал в 1963 году свой первый сингл для «The Temptations» «I Want a Love I Can See», солистом на котором был Пол Уиллиамс. Несмотря на все усилия, группа по-прежнему не могла попасть в чарты Биллборда (Billboard Hot 100 singles charts) в США. Поэтому вскоре другие коллективы Моутауна прозвали группу «Бесхитовые Тэмптейшенз».
В то же самое время Дэвид Раффин, младший брат Джимми Раффина, одного из артистов «Моутауна», продемонстрировал своё великолепное мастерство, присоединившись на сцене к «The Temptations» во время одного из концертов в Детройте. Элбридж Брайант вскоре стал постоянно идти на конфликты, выказывать недовольство, предпочитая бесконечным и напряжённым репетициям свою основную работу в качестве молочника. После серьёзного разговора и ссоры, последовавшей после провального выступления на Рождественской вечеринке компании Моутаун в конце 1963 года, Эл Брайант был незамедлительно уволен. Ему на смену в начале 1964 года был взят Дэвид Раффин. Несмотря на то, что оба брата Раффина подходили на роль замены, выбор пал на Дэйвида, после его блистательного выступления на концерте в Детройте. Брайант продолжал выступать за разные местные детройтские группы. 26 октября 1975 года он умер в возрасте 36 лет от цирроза печени.

### Классическая «пятёрка»
В январе 1964 года Смоуки Робинсон и его коллега по группе « The Miracles» Бобби Роджерс написали и спродюсировали «The Way You Do the Things You Do» с Кендриксом в качестве солиста. Сингл стал первым в карьере «The Temptations», вошедшим в «лучшую двадцатку» в апреле того же года. А вскоре после этого вышел и первый альбом группы Meet The Temptations, в который помимо «The Way You Do the Things You Do» вошли также несколько песен записанных ещё до прихода Дэвида Раффина. На двух следующих синглах 64-го года «Girl (Why You Wanna Make Me Blue)» и «I’ll Be in Trouble», а также на оборотной стороне «The Girl’s Alright With Me», солистом выступил опять Эдди Кендрикс. Однако продюсер Смоки Робинсон видел скрытый потенциал в сочном и в то же время грубоватом голосе Дэвида Раффина и считал, что если бы удалось написать песню специально под такой голос, то она наверняка вошла бы в «лучшую десятку».
Во время поездки по стране в составе «Ревю Мотортауна» в том же году Робинсон и Ронни Уайт (участник «Miracles») написали совместно песню «My Girl», а в конце 1964 «The Temptations» записали её. Раффин впервые выступил в качестве солиста группы. Песня вышла на сингле 21 декабря 1964 года, а в марте 1965-го стала «хитом номер один» в поп-чарте. До сегодняшнего дня эта песня считается визитной карточкой группы.
После успеха «My Girl», Раффин солировал и на последующих трёх синглах: «It’s Growing», «Since I Lost My Baby» и «My Baby». Все они вошли в 1965 году в «лучшую двадцатку». На обратной стороне сингла «My Baby» была записана песня «Don’t Look Back», солировал в которой Пол Уилльямс. Его энергичное пение пришлось по вкусу слушателям. Песня заняла неожиданно высокое место в чартах R & B и была своего рода стандартом в репертуарах вокальных групп.
В 1966 году Норман Уитфилд выразил желание сотрудничать с группой. Берри Горди пообещал ему, что если песня «Get Ready», написанная Смоуки Робинсоном, солировал в которой Эдди Кендрикс, не попадёт в лучшую двадцатку, то следующую песню для группы будет делать Уитфилд. Так оно и произошло. Песня не смогла достичь поставленной цели, и на следующем сингле было решено выпустить песню «Ain’t Too Proud to Beg», в которой солировал Дэвид Раффин, а написана она была Норманом Уитфилдом. Эта песня достигла более высоких позиций в чартах «Billboard» чем «Get Ready», и Уитфилд становится главным продюсером группы. С его приходом стиль группы стал меняться. Композиции Робинсона были основаны на балладах, а Уитфилд предлагал более жёсткий соул с бо́льшим использованием медных духовых инструментов, похожий на звучание Джеймса Брауна.
Почти на всех синглах, спродюсированных Уитфилдом до 1968 года, ведущим солистом был Дэвид Раффин. Среди них вошедшие в топ-десять поп-чартов и ставшие хитами номер один в чартах R & B «Beauty Is Only Skin Deep», «(I Know) I’m Losing You» и хит начала 1967 года «(Loneliness Made Me Realize) It’s You That I Need». Другие значительные хиты этого периода: «All I Need», спродюсированный Франком Уилсоном, протеже Уитфилда, и «You’re My Everything», ведущие партии в котором поочерёдно исполнили Кендрикс и Раффин. Кроме «Meet The Temptations» в период так называемой «классической пятёрки» были выпущены следующие студийные альбомы: «The Temptations Sing Smokey» (1965), «The Temptin’ Temptations» (1965), «Gettin’ Ready» (1966), «The Temptations with a Lot o’ Soul» (1967) и «The Temptations Wish It Would Rain» (1968).
В течение данного периода Норман Уитфилд писал песни с разными музыкантами и поэтами-песенниками. Это были: Роджер Пензабин, Эдвард Холланд Младший, а также гитарист и менеджер выездных шоу Корнелиус Грант. В 1967 году после ухода из Моутауна знаменитой команды сочинителей песен Холланда, Дозье и Холланда Баррет Стронг, человек, исполнивший в 1959 году первый «моутауновский» хит «Money (That’s What I Want)», стал работать над материалом для Temptations в составе новой команды Уитфилд — Стронг — Пензабин. Результатом их совместной работы стали два хита 1968 года: «I Wish It Would Rain» и «I Could Never Love Another (After Loving You)». После самоубийства Пезабина у Уитфилда остался лишь один помощник, Баррет Стронг.

### Дэннис Эдвардс вместо Дэвида Раффина
В период с начала 1964 до середины 1968 года, «The Temptations» превратились из никому не известных подающих надежды исполнителей в «звёзд» мирового уровня и как результат стали частыми гостями телешоу: «Американская эстрада» («American Bandstand») и «Шоу Эда Салливана». В то же самое время группа стал набирать популярность и среди белой части населения. Альбом 1967 года «The Temptations in a Mellow Mood» был сделан более попсовым с учётом вкусов средних американцев. Успех этого альбома открыл группе двери в известные ночные клубы, в том числе и в знаменитый нью-йоркский клуб «Копакабана». За пределами сцены «The Temptations» также получили признание, получив статус почётных членов Phi Beta Sigma Fraternity, Inc.
К 1967 году Дэвид Раффин стал требовать к себе особого отношения как к лидеру группы. Он приезжал на концерты в частном отороченном норкой лимузине со своей тогдашней подругой, певицей Моутауна Тамми Террел, вместо того чтобы ездить вместе со всеми остальными участниками группы на общем . Такое поведение стало постепенно раздражать и возмущать группу. После того как компания «Моутаун» решила переименовать группу «The Supremes» в «Diana Ross & the Supremes» Раффин решил, что он заслуживает того же самого уважения, и что его группу должны переименовать в «Дэвид Раффин и Зэ Тэмптэйшенз». Плюс ко всему отношения между Раффином и Берри Горди ухудшились, поскольку первый требовал отчётов о финансовых делах группы.
Такое поведение Раффина связывали с тем фактом, что к тому времени он стал регулярно употреблять кокаин. Отношения с группой всё более ухудшались. Раффин стал пропускать собрания, репетиции и концерты. В группе сложилось общее устойчивое мнение, что Раффину нужна замена. Отис Уилльмс настаивал на том, чтобы Раффину сделать чёткое и ясное предупреждение. Если он не изменит своего отношения к группе, то будет уволен. Тем не менее после того как Раффин не явился на встречу в Кливлендский ночной клуб, а вместо этого отправился на шоу своей новой подруги Барбары Гейл Мартин, дочери Дина Мартина, было решено, что Рубикон пройден. Четверо остальных участников коллектива составили необходимые документы о том, что Раффин официально уволен из группы. На замену был взят бывший участник группы «The Contours» Деннис Эдвардс. Поначалу Эдвардс и Раффин были хорошими друзьями. Раффин спокойно отнёсся к своей замене. Но после небольшого периода времени он стал появляться на концертах группы, выскакивать на сцену в те моменты, когда исполнялась песня, в которой он солировал, отвлекая, таким образом, внимание от Эдвардса на себя.
«The Temptations» и «Моутаун» вынуждены были нанять больше охранников, чтобы воспрепятствовать появлению Раффина на концертах. Всё это вносило определённый дискомфорт в деятельность Эдвардса и группы в целом. В октябре 1968 года Раффин стал требовать «Моутаун», чтобы его уволили из компании, а «Моутаун» отпускать его не хотел. Дело закончилось судебным разбирательством. По решению суда Раффин должен был доработать свой контракт в качестве соло исполнителя.
Первым альбомом Эдвардса в составе «The Temptations» стал «Live at the Copa», записанный на концерте в знаменитом клубе «Копакабана». Позже в том же году Берри Горди начал работу над проектом сотрудничества «The Temptations» и «Diana Ross & the Supremes», результатом которого стал выпуск двух студийных альбомов «Together» и «Diana Ross & the Supremes Join the Temptations». Песня с последнего «I’m Gonna Make You Love Me» заняла вторую строчке в хит-параде «Биллборд». На этом же альбоме Деннис Эдвардс впервые участвовал в студийной записи. Сотрудничество между двумя группами продолжилось в виде совместного турне, а также участия в двух телевизионных шоу на NBC. Первое называлось «TCB» (в эфире 9 декабря 1968 года), а второе «G.I.T. on Broadway» (эфир 12 ноября 1969 года).